# روبرت ييتس
روبرت ييتس (1845 بأوكلاند في نيوزيلندا - 6 أكتوبر 1931 بأوكلاند في نيوزيلندا) (بالإنجليزية: Robert Yates)‏ هو لاعب كريكت نيوزلندي.

## وصلات خارجية
- روبرت ييتس على موقع إي آس بي آن كريك إنفو (الإنجليزية)